# A. J. Brown
Pour les articles homonymes, voir Brown.
(en) Statistiques sur pro-football-reference
Arthur Juan « A. J. » Brown, né le 30 juin 1997 à Starkville au Mississippi, est un joueur américain de football américain. Il joue à la position de wide receiver dans la National Football League (NFL).

## Biographie

### Carrière universitaire
Étudiant à l'université du Mississippi, il a joué pour l'équipe des Rebels d'Ole Miss de 2016 à 2018.

### Carrière professionnelle
Il est sélectionné par les Titans du Tennessee en 51e position lors du deuxième tour de la draft 2019 de la NFL. Sa première saison professionnelle est un réussite, avec 1 051 yards à la réception sur 52 passes attrapées en plus de marquer 8 touchdowns. Il est sélectionné dans l'équipe-type des débutants de la ligue à l'issue de la saison.
Le 28 avril 2022, durant la draft de la NFL, il est échangé aux Eagles de Philadelphie contre des sélections de premier et troisième tours. De cette sélection de premier tour reçue, les Titans l'utilisent pour choisir un autre wide receiver, Treylon Burks, considéré comme similaire à Brown. Brown signe aussitôt un nouveau contrat de 4 ans pour un montant de 100 millions de dollars avec les Eagles.

## Statistiques
| Année              | Équipe                 | MJ                 |     | Passes réceptionnées | Passes réceptionnées | Passes réceptionnées | Passes réceptionnées |       | Courses | Courses | Courses | Courses |  | Fumbles | Fumbles |
| Année              | Équipe                 | MJ                 | Nb. | Yards                | Moy.                 | TD                   | Nb.                  | Yards | Moy.    | TD      | Nb.     | Perdus  |  |         |         |
| 2019               | Titans du Tennessee    | 16                 | 52  | 1 051                | 20,2                 | 8                    | 3                    | 60    | 20      | 1       | 1       | 0       |  |         |         |
| 2020               | Titans du Tennessee    | 14                 | 70  | 1 075                | 15,4                 | 11                   | -                    | -     | -       | -       | 2       | 1       |  |         |         |
| 2021               | Titans du Tennessee    | 13                 | 63  | 869                  | 13,8                 | 5                    | 2                    | 10    | 5       | 0       | 0       | 0       |  |         |         |
| 2022               | Eagles de Philadelphie | 17                 | 88  | 1 469                | 17,0                 | 11                   | -                    | -     | -       | -       | 2       | 2       |  |         |         |
| Totaux en carrière | Totaux en carrière     | Totaux en carrière | 273 | 4 491                | 16,5                 | 35                   | 5                    | 70    | 14      | 1       | 5       | 2       |  |         |         |